# FK Neftchi Fergana
El FK Neftchi Fergana és un club de futbol Uzbek de la ciutat de Fergana.

## Palmarès
- Lliga uzbeka de futbol: [1]
  - 1992, 1993, 1994, 1995, 2001

- Copa uzbeka de futbol: [2]
  - 1994, 1996

## Entrenadors
- Yuriy Sarkisyan
- Rustam Durmanov
- Yevgeniy Shokhin
- Abdusamat Durmanov
- Serguei Lébedev